# Demokratische Armee Griechenlands

Logo der DSE

Die Demokratische Armee Griechenlands (Dimokratikos Stratos Elladas; DSE; Δημοκρατικός Στρατός Ελλάδας) war die bewaffnete Organisation der Kommunistischen Partei Griechenlands (ΚΚΕ) während des Griechischen Bürgerkrieges.
Verbände der im Zweiten Weltkrieg als Partisanen gegen die deutschen und italienischen Besatzungstruppen kämpfenden ELAS hatten sich trotz des Abkommens von Varkiza der Entwaffnung widersetzt und waren zum Teil nach Jugoslawien ins Exil gegangen. Der griechischen kommunistischen Partei gelang es, die einzelnen linken Gruppen wieder zu einer einheitlichen bewaffneten Organisation zu verschmelzen. Diese trat ab Dezember 1946 unter dem Namen Dimokratikos Stratos Elladas auf und setzte als rein kommunistische Nachfolgerin der ELAS den Bürgerkrieg gegen die Regierung bis zu ihrer endgültigen Niederlage 1949 fort.